# Aconitum consanguineum
Aconitum consanguineum är en ranunkelväxtart som beskrevs av Vorosh.. Aconitum consanguineum ingår i släktet stormhattar, och familjen ranunkelväxter. Inga underarter finns listade i Catalogue of Life.